# Ägidiuskapelle (Hücheln)

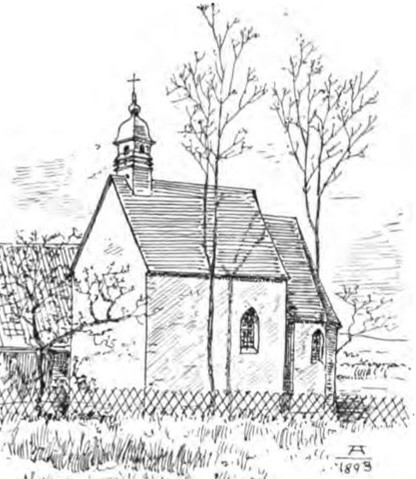
Die Aegidiuskapelle 1893

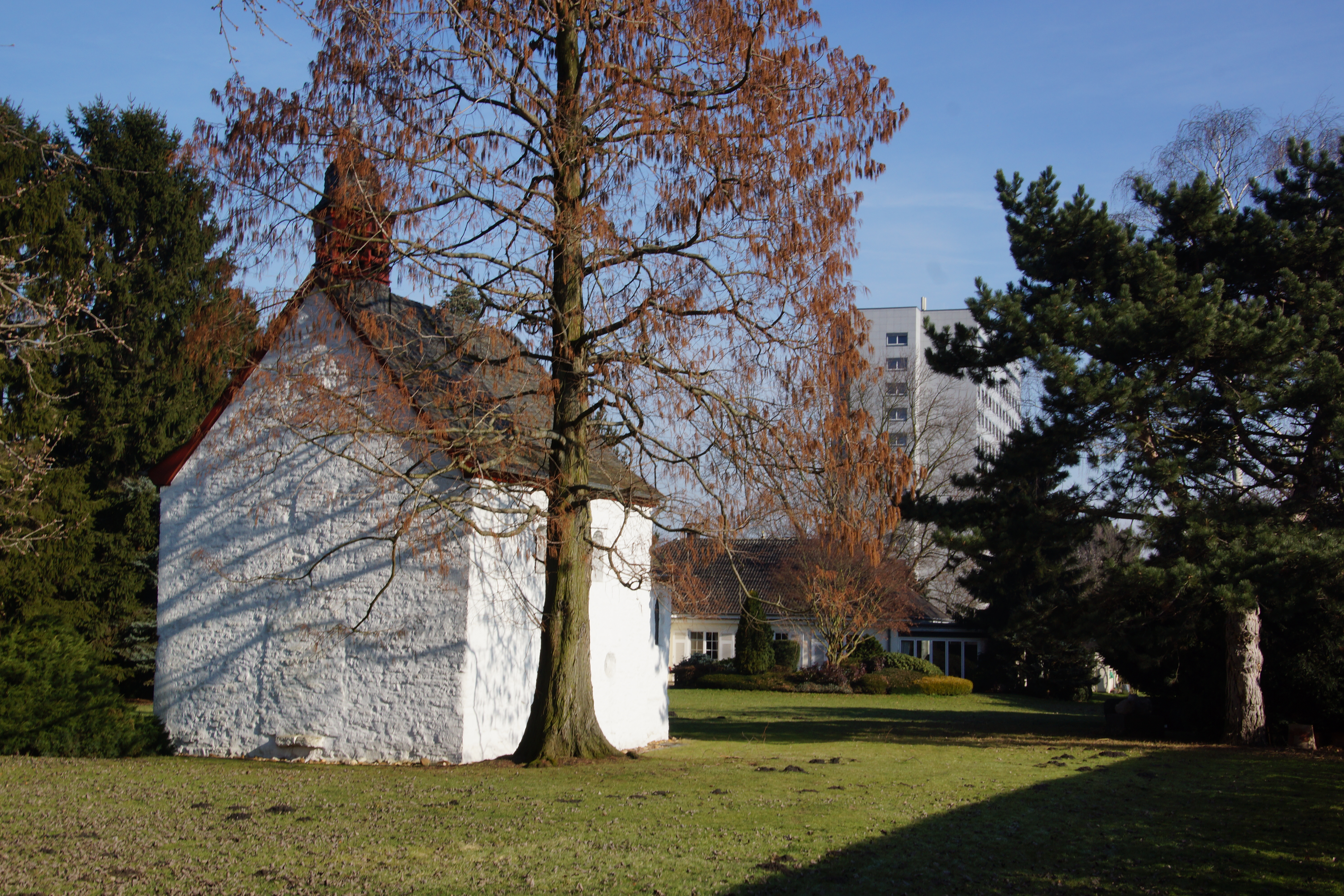
Die Aegidiuskapelle 2015

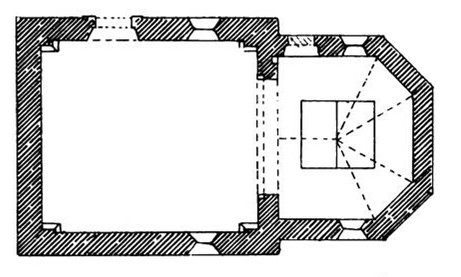
Grundriss

Die Ägidiuskapelle ist eine römisch-katholische romanische Kapelle im Frechener Ortsteil Hücheln (Rhein-Erft-Kreis) in Nordrhein-Westfalen.

## Geschichte
Die Aegidiuskapelle war ursprünglich Eigenkirche eines zum Benediktinerinnenkloster in Königsdorf gehörenden Hofes in Hücheln. Die erste urkundliche Erwähnung erfolgte 1175. Die Inschrift 1697 am Portal lässt auf eine größere Wiederherstellungsmaßnahme in dieser Zeit schließen. Die Kapelle ist das älteste Bauwerk im Gebiet der Stadt Frechen. Seit der Säkularisation des Klosters Königsdorf ist die Kapelle Privatbesitz auf dem Grund des Hüchelner Baumannshofes.
An das nahezu quadratische Langhaus der Kapelle schließt sich ein eingezogener Chor mit polygonalem Fünfachtelschluss an. Das gesamte Bauwerk misst 9,80 m Länge und 5 m Breite. Über dem Westteil liegt ein barocker Dachreiter. Das Langhaus ist flachgedeckt und der Chor rippengewölbt. Bei Bauuntersuchungen wurde 1960 Tuffmauerwerk aus dem 12. Jahrhundert aufgedeckt, welches bis zur ehemaligen Traufhöhe erhalten ist. Ausgrabungen ergaben für den ursprünglichen eingezogenen Chorraum Ausmaße von nur 1,10 m Länge und eine eingeschnürte halbrunde Apsis. Das Traufgesims des Chors gliederte ein Rundbogenfries. In den Langhauswänden befanden sich je zwei hoch ansetzende Rundbogenfenster, welche auf der Südseite rekonstruiert wurden. Eine Zeichnung von 1893 zeigt noch ein gotisches Lanzettfenster in der Südwand. Eine niedrige kreisrunde Öffnung in der Südwand wurde als Beichtfenster gedeutet.